# Ruine Pfeffingen
Die Ruine Pfeffingen steht auf dem Grat des Blauen im basellandschaftlichen Pfeffingen in der Schweiz. Die Ruinen der Höhenburganlage sind Überreste des imposanten Schlosses und der Burg, welche einst der Hauptsitz der Grafen von Thierstein-Pfeffingen waren. Sie sind vom Birseck und von der Angensteiner-Klus her gut sichtbar.

## Ursprung
Im Gebiet um Aesch und Pfeffingen existierte ursprünglich ein fränkischer Königshof, der im frühen 11. Jahrhundert an ein lokales Herrschergeschlecht gelangte. Von der zu dieser Zeit entstandenen Burganlage sind aber weder Baubestand noch Überreste erhalten. Im Jahr 1135 wurde erstmals ein «Notker von Pfeffingen» erwähnt, welcher vermutlich mit dem Grafen von Saugern verwandt war.
Mit dem Erbe der Grafen von Saugern fiel am Ende des 12. Jahrhunderts die Burg den Grafen von Thierstein zu, welche diese neben der Burg Dorneck als Herrschaftszentrum in Besitz nahmen und sie als Wohnsitz von thiersteinischen Dienstleuten herrichteten. Im Jahr 1212 wurde erstmals eine Familie Schaffner von Pfeffingen erwähnt, welche auf der Burg wohnte.

## Burg des 13. und 14. Jahrhunderts

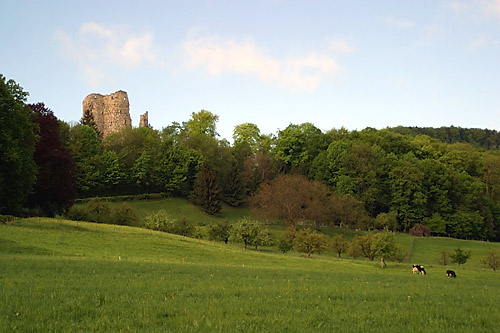
Ruine der Burg Pfeffingen von Norden

Mitte des 13. Jahrhunderts wurde die Burg umfassend neu gestaltet. Auf diese Zeit gehen die Schildmauer und der grosse Wohnturm als Teile des nördlichen Berings zurück. Nach diesem grossen Umbau nahm die Familie der Thiersteiner selbst Wohnsitz auf der Burg. Anfang des 14. Jahrhunderts geriet die Burg aus ungeklärten Gründen in Lehnsabhängigkeit vom Bistum Basel und das Verhältnis zwischen Bischof und Thiersteinern war nicht das Beste. 1335 belagerte der Bischof von Basel die Burg, allerdings ohne Erfolg.
Als im Jahr 1356 das grosse Erdbeben von Basel die Gegend erschütterte, wurde auch die Burg von Pfeffingen beschädigt. Aus dieser Zeit stammt die Legende der wundersamen Rettung des Walram von Thierstein-Pfeffingen. Die Burg wurde rasch wieder aufgebaut und bei dieser Gelegenheit durch einen westlichen Zwinger, ein äusseres Tor und den Hexenturm ergänzt.
Um die Mitte des 14. Jahrhunderts trennte sich die Familie der Thiersteiner in zwei Linien. Die eine Linie bewohnte fortan die Farnsburg und die andere Neu-Thierstein und Pfeffingen.

## Burg im 15. Jahrhundert
Als die Grafen von Thierstein-Pfeffingen versuchten, ihre Herrschaft mit allen Mitteln auszubauen, kamen sie in einen Konflikt mit der Stadt Basel, worauf diese im Jahr 1376 die Burg erfolgreich belagerte und niederbrannte. Die Burg wurde darauf wiederhergestellt. Im Jahr 1406 kam es zu einer weiteren Fehde und die städtischen Truppen zogen erneut vor Burg, der Streit konnte aber durch Thüring von Ramstein geschlichtet werden.
Die Grafen lehnten sich nun eng an Habsburg-Österreich an und trieben während des Alten Zürichkrieges Handel mit den Feinden Basels. Im April 1445 kam es zu einer weiteren Belagerung der Burg durch die Basler, welche Pfeffingen eroberten und besetzten. Während der Fasnacht 1446 gelang dem österreichischen Landvogt Peter von Mörsberg mit einem Überraschungsangriff die Rückeroberung Pfeffingens, worauf Basel zum vierten Mal vor die umkämpfte Burg zog, jedoch ohne Erfolg. Erst 1449 konnte der Konflikt zwischen Basel, Graf Hans von Thierstein-Pfeffingen und dem österreichtreuen Adel beigelegt werden.
Als aber der Sohn des Grafen Hans von Thierstein-Pfeffingen, Graf Oswald I. im Jahr 1464 ins Burgrecht der Stadt Solothurn, der Erzfeindin Basels eintrat, brachte ihn dies wiederholt in Konflikt mit Stadt und Bistum Basel. Seine Söhne Wilhelm und Oswald II. lösten das Burgrecht mit Solothurn wieder auf. Sie schlugen sich im Schwabenkrieg von 1499 auf die Seite der Österreicher und führten einen hartnäckigen Kleinkrieg gegen die benachbarte solothurnische Herrschaft Dorneck. Nach der Schlacht von Dornach bezogen die Eidgenossen Stellung vor der Burg, beeindruckten die beiden Grafen jedoch nicht.

Stich der Burg von 1754

## Niedergang der Burg
Mit dem Tod von Oswald II. (1513) und Wilhelm (1519) starb die Familie von Thierstein-Pfeffingen aus.
1520 besetzte Basel die Burg, auf die auch Solothurn Anspruch erhoben hatte. Der Streit um die Erbschaft konnte erst 1522 beigelegt werden, wobei Pfeffingen nun dem Bischof zugesprochen wurde, der einen Vogt einsetzte. Basel konnte dafür im Gegenzug die Gemeinde Riehen kaufen.
Die durch die zahlreichen Kriege schwer beschädigte Burg konnte kaum instand gehalten werden. Im Jahr 1571 wurde als Ersatz für den alten Wohnturm ein neuer Wohntrakt errichtet und im östlichen Teil der Anlage entstand ein turmbewehrtes Tor und eine Brücke.
Im Dreissigjährigen Krieg wurde 1637 die Burg durch schwedische Truppen unter Bernhard von Sachsen-Weimar besetzt und erst elf Jahre später in sehr schlechtem Zustand dem Bischof überlassen. Um 1750 wurde die Burg durch die Familie Blarer von Wartensee endgültig aufgegeben, welche ihren Amtssitz ins Schloss Aesch verlegte.
Danach wohnte vorübergehend ein Einsiedler in der Burg. 1761 wurde die Burg auf Abbruch versteigert und zerfiel in der Folge rasch.

## Ruine

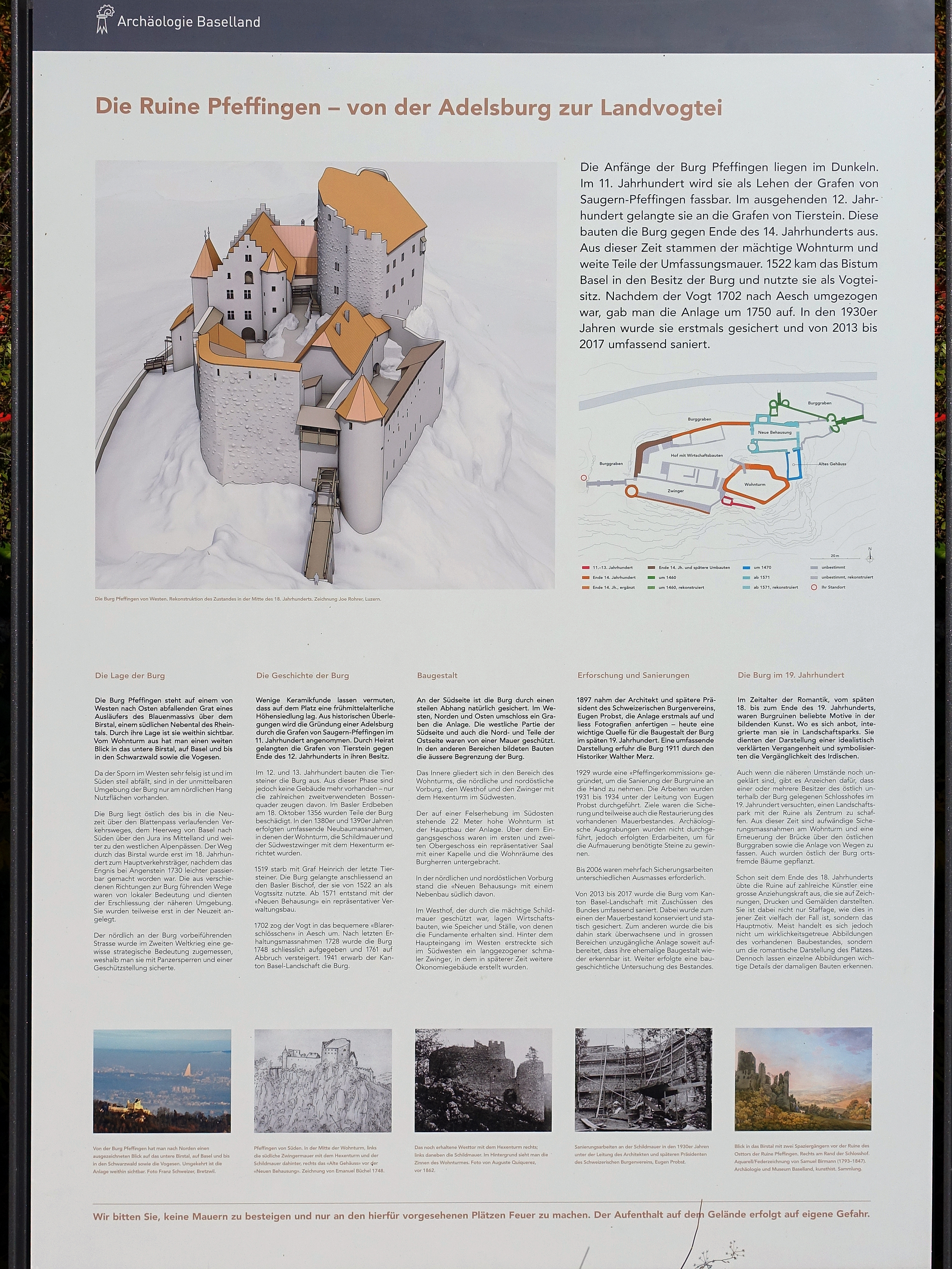
Infotafel zur Ruine Pfeffingen

Ab 1931 wurden die Ruinen freigelegt und restauriert beziehungsweise konserviert. Seit 1941 gehört die imposante Burgruine dem Kanton Basel-Land.
Die ausgedehnte Ruine besitzt im Zentrum die Überreste des mächtigen Wohnturmes. Weiter erkennbar sind Schildmauer und Bering, welche ebenfalls aus dem 13. Jahrhundert stammen. Daneben hat es Reste mehrerer Türme, Toranlagen, verschiedener Gebäude und der Ringmauer.
Die Ruine wurde in den Jahren 2013 bis 2017 durch den Kanton Basel-Landschaft aufwändig für rund 7,2 Millionen Schweizer Franken saniert. Die offizielle Wiedereröffnung fand am 13. August 2017 statt. Sie ist ab sofort wieder uneingeschränkt für die Besucher zugänglich.

## Galerie

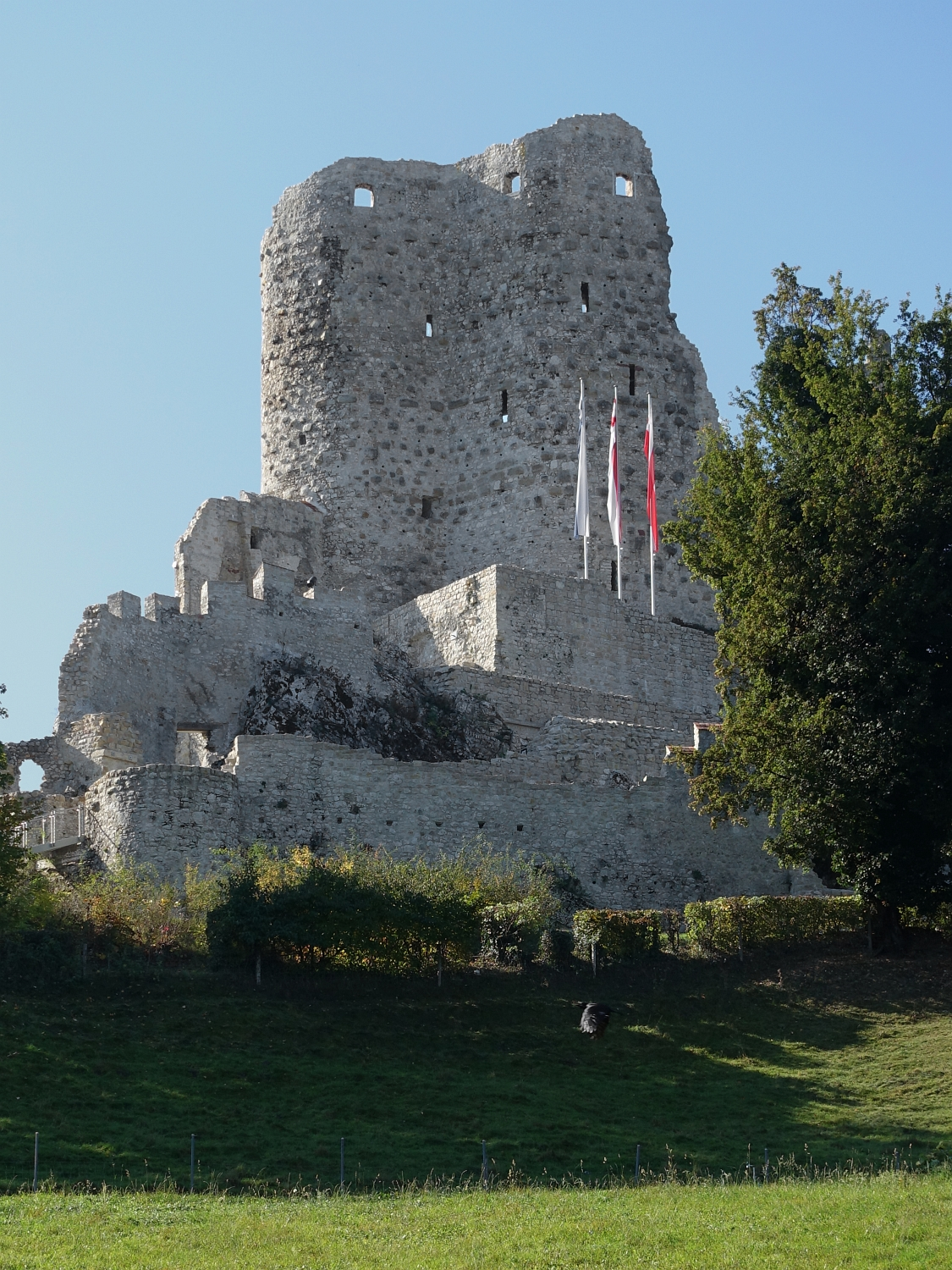
Restaurierte Ruine
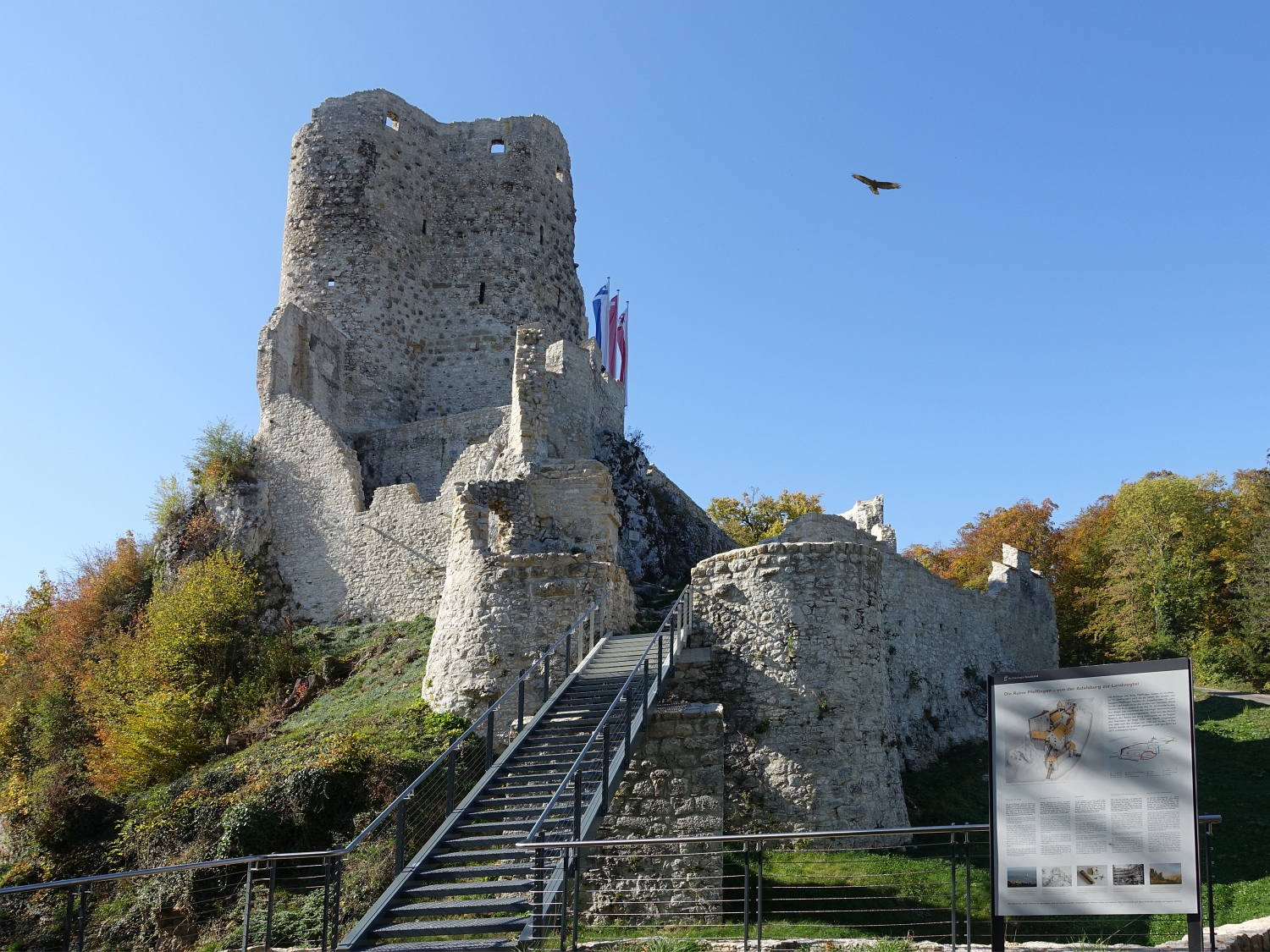
Eingang
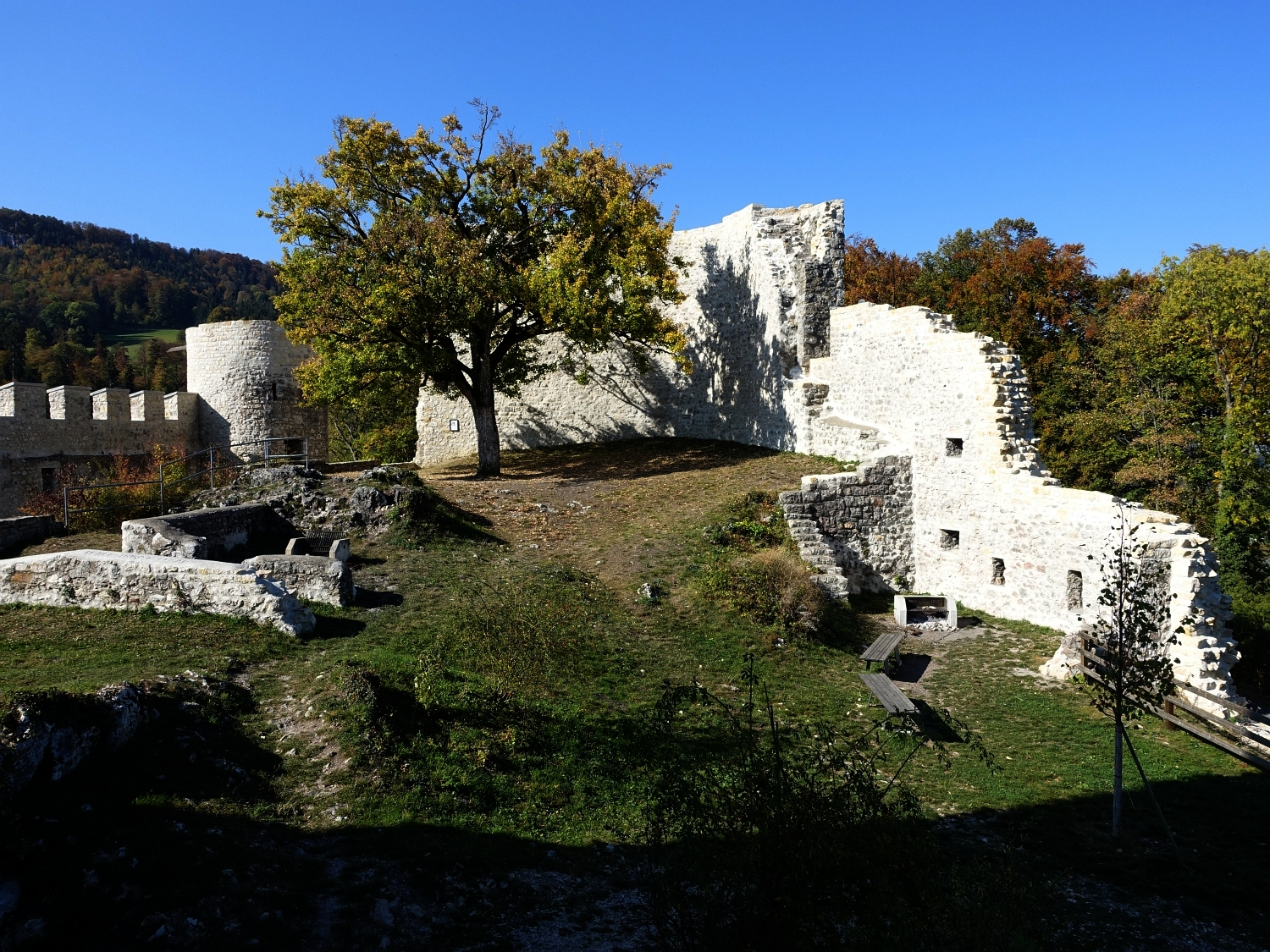
Innenbereich
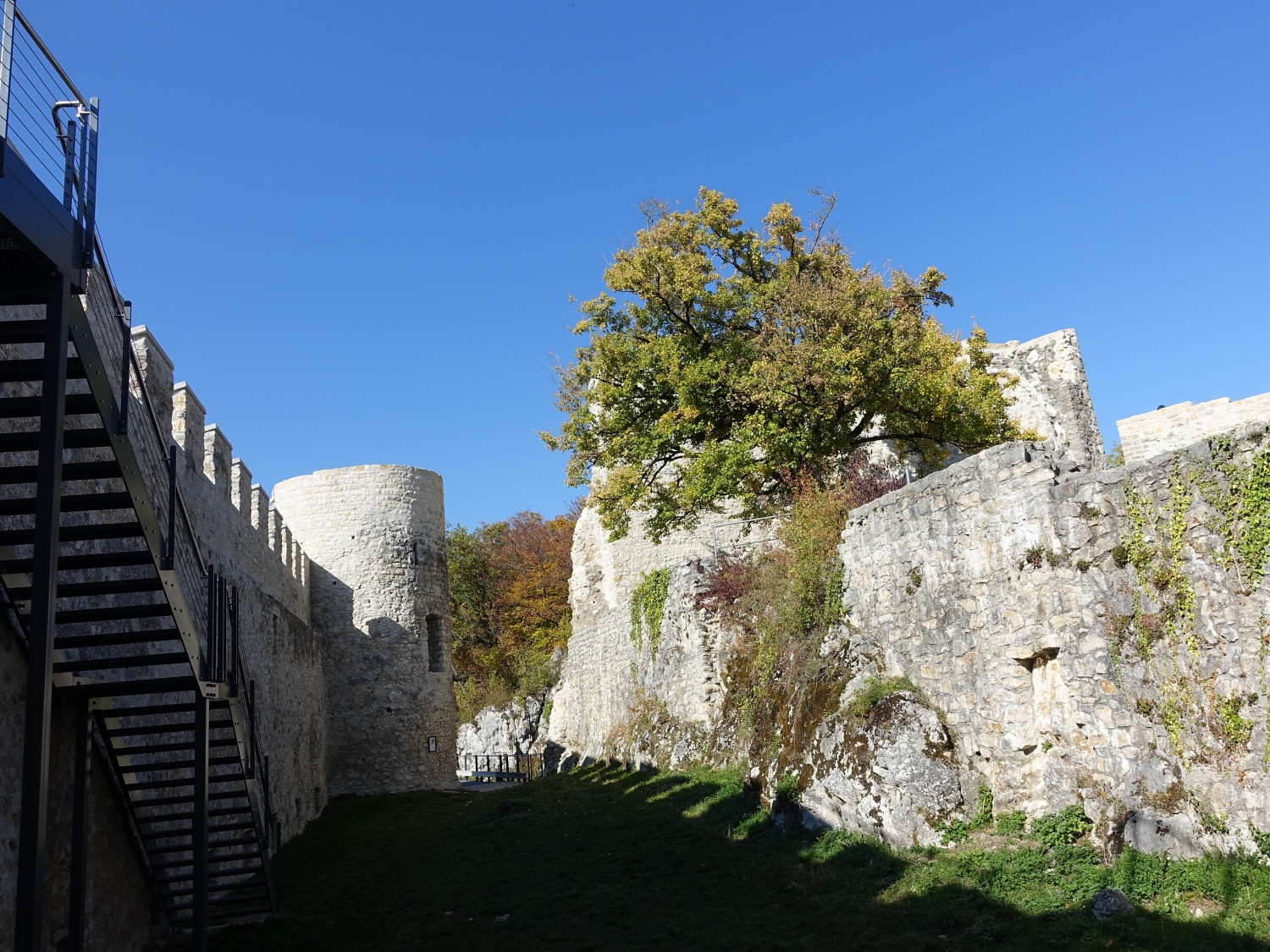
Innenbereich des Zwingers
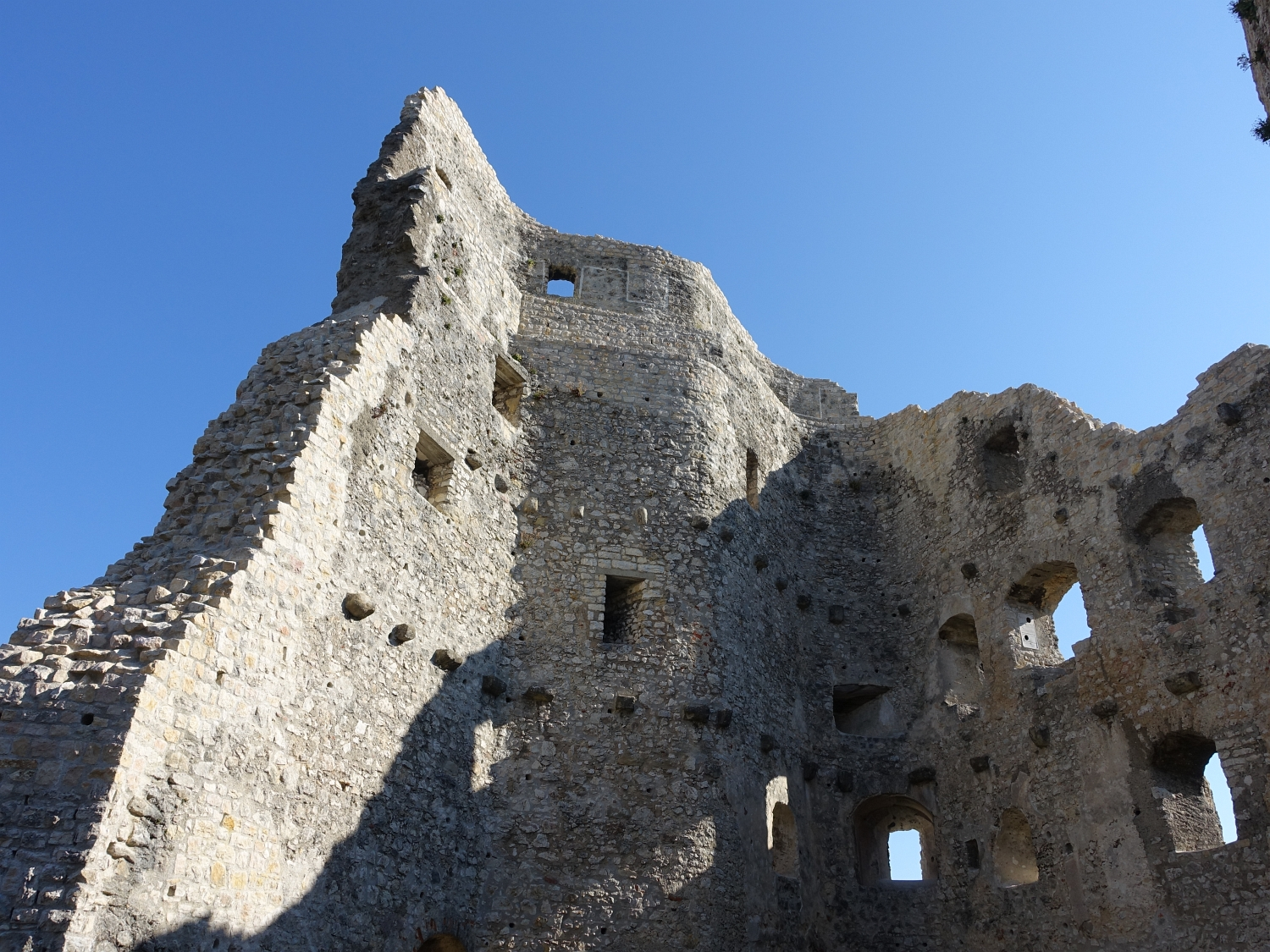
Wohnturm von innen
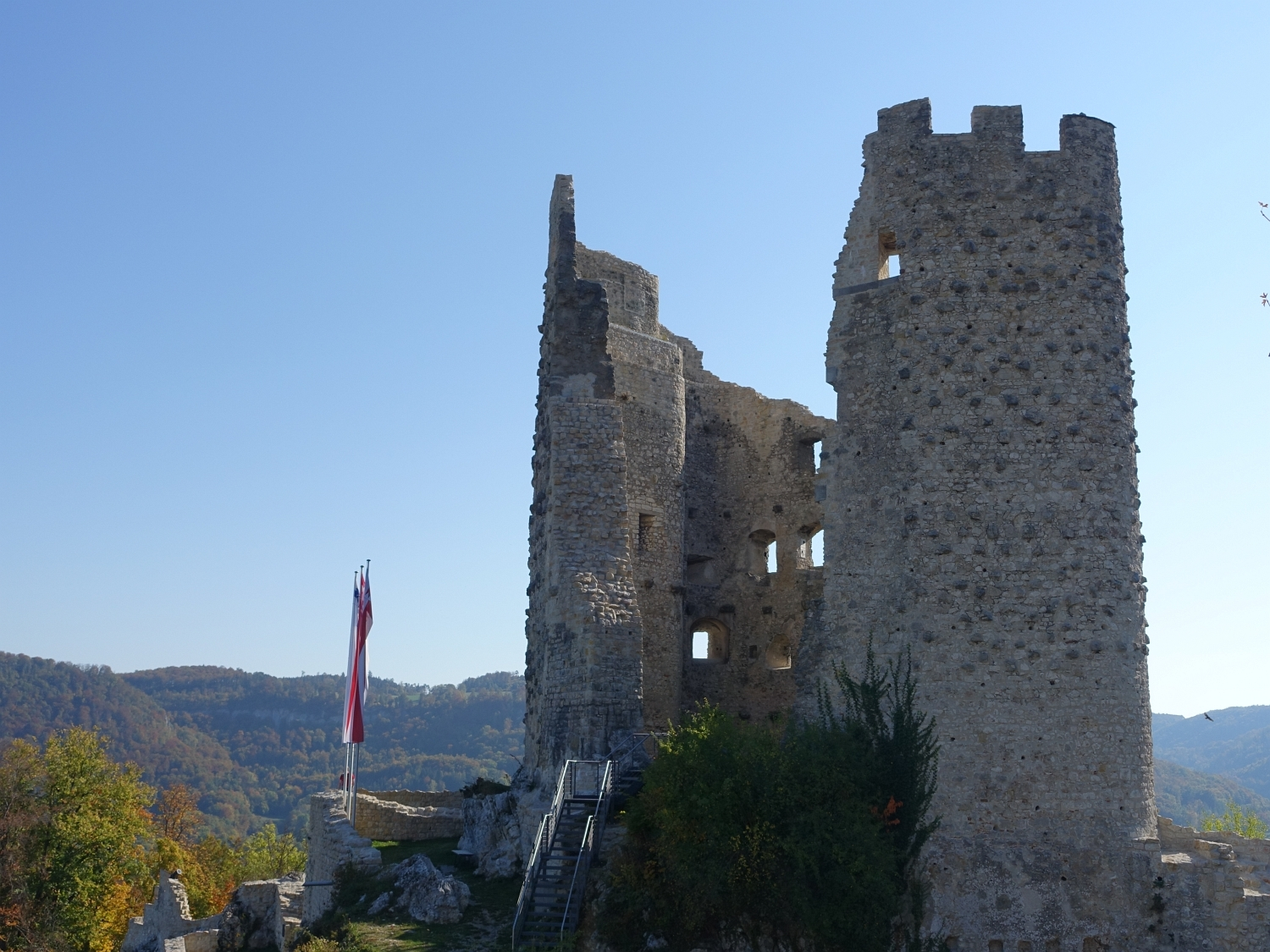
Wohnturm von aussen
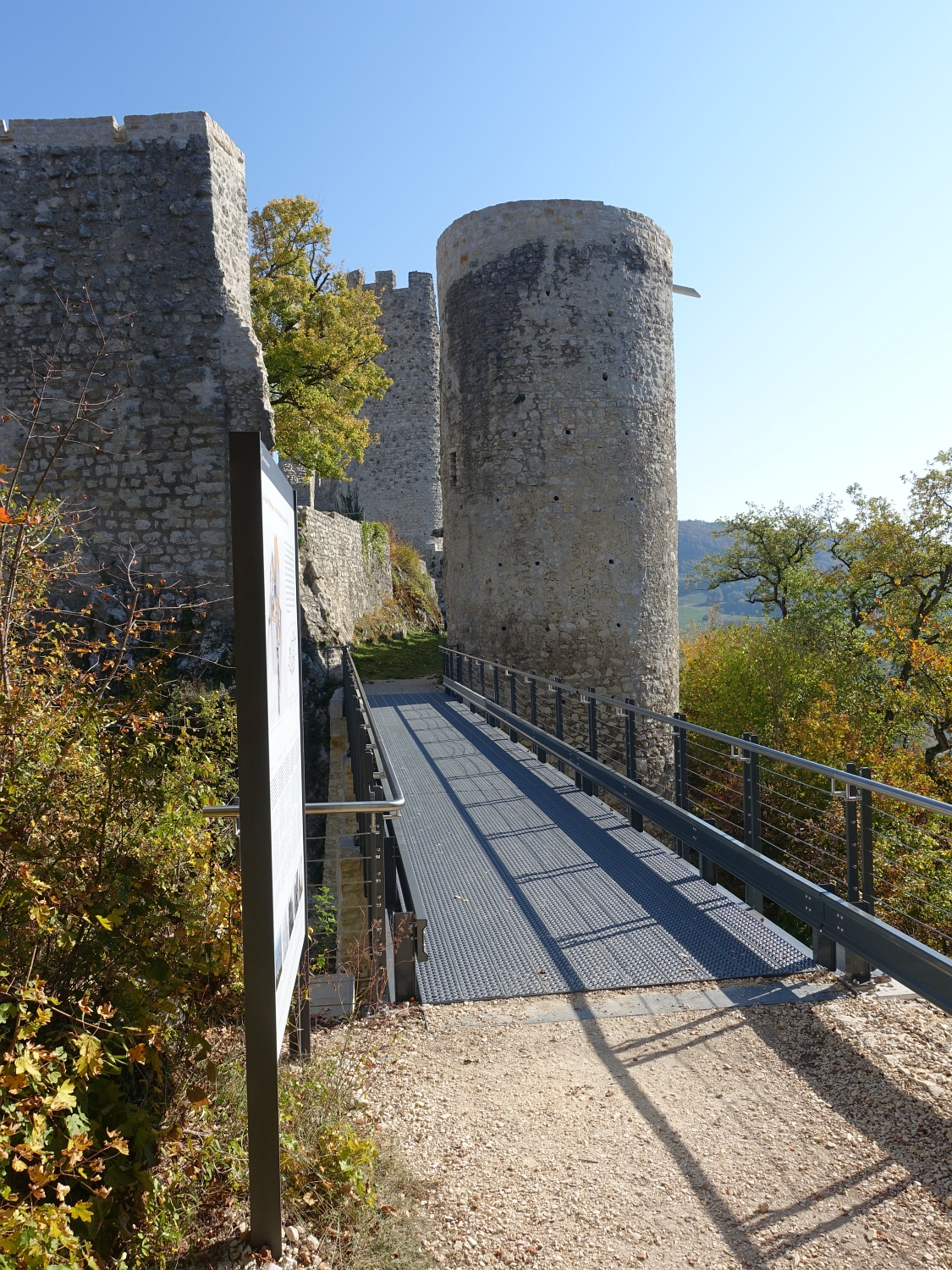
Brücke über den Burggraben
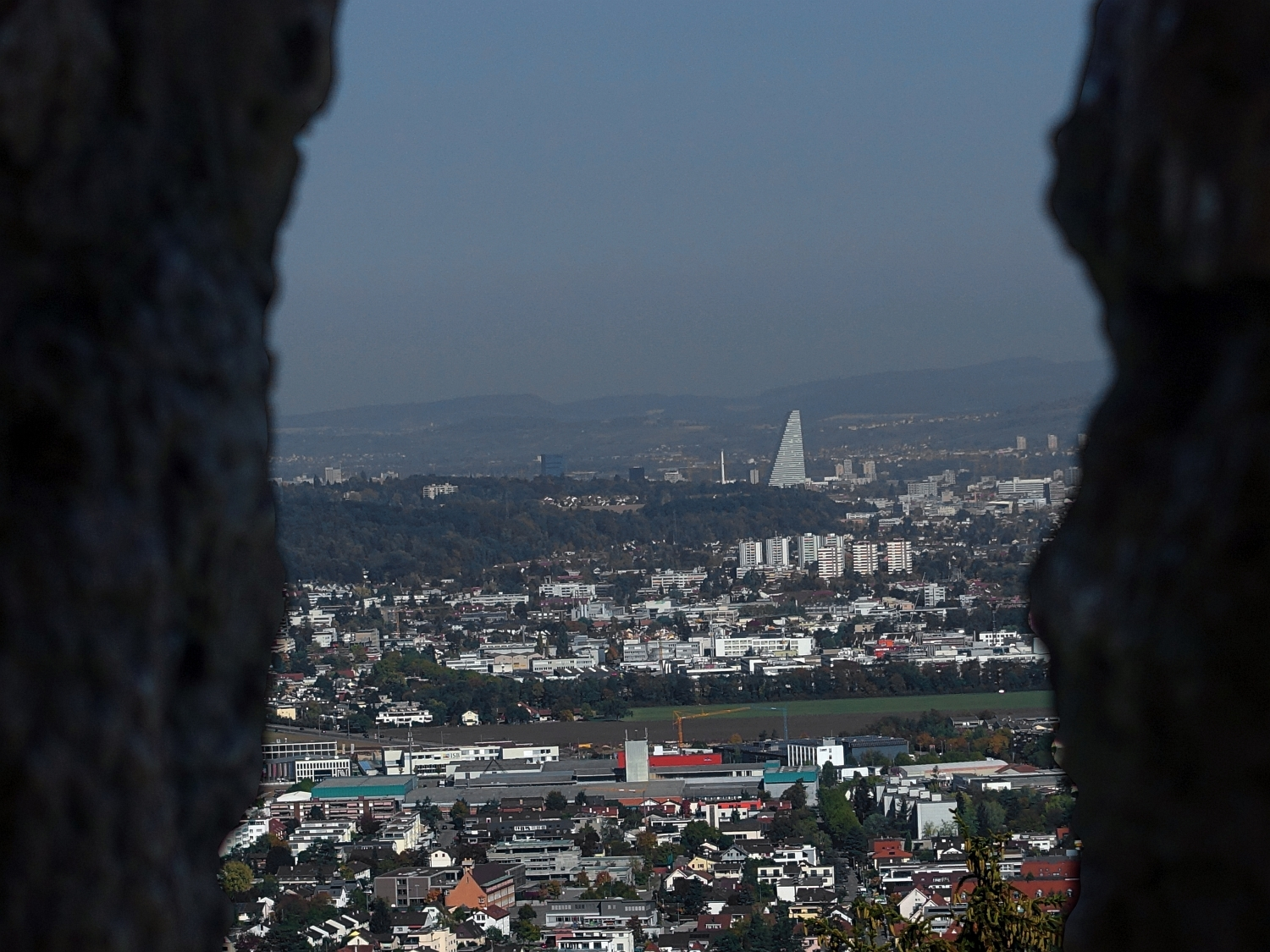
Ausblick zum Roche Turm in Basel
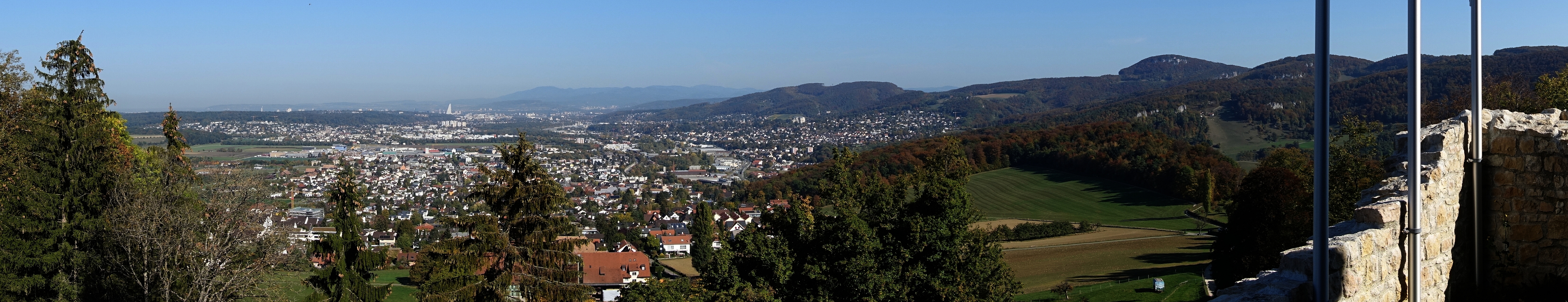
Panoramablick nach Basel